# Peltula farinosa
Peltula farinosa är en lavart som beskrevs av Büdel. Peltula farinosa ingår i släktet Peltula och familjen Peltulaceae.   Inga underarter finns listade i Catalogue of Life.